# (4450) Pan
(4450) Pan (1987 SY) – planetoida z grupy Apollo, należąca do obiektów NEO i PHA.

## Odkrycie
Została odkryta 25 września 1987 roku w Palomar Observatory przez Carolyn Shoemaker i Eugene Shoemakera. Nazwa planetoidy pochodzi od Pana, boga strzegącego pasterzy oraz ich trzody w mitologii greckiej.

## Orbita
(4450) Pan okrąża Słońce w ciągu 1 roku i 267 dni w średniej odległości 1,44 j.a. Planetoida ta jest związana z powstaniem słabego roju meteorów Delta Leonidy, aktywnego od 15 lutego do 10 marca.